# Баталкіна Валентина Іллівна
Баталкіна (Бурлай) Валентина Іллівна (нар. 17 вересня 1951, м. Запоріжжя) — дослідник історії Запорізького краю, засновник і організатор Музею-галереї прикладної кераміки та живописної творчості Іллі та Олексія Бурлай, автор проекту «Музей і школа».

## Життєпис
Народилася Валентина Іллівна 17 вересня 1951 року в місті Запоріжжі, в козацькій родині (рід її батька простежується з 1624 року). Спеціальну освіту В. І. Баталкіна здобула в Запорізькому індустріальному технікумі за спеціальністю «технік-технолог напівпровідникових приладів», двадцять років відпрацювала на підприємстві «Запоріжабразив», а з 1995 року стала займатися власною підприємницькою діяльністю. Зароблені кошти вона спрямувала на вивчення світової історії кераміки та архітектури і заснувала родинний музей-галерею прикладної кераміки та живописної творчості Іллі та Олексія Бурлай, який розмістився на глибині п'яти метрів і де збереглися залишки будівель німецьких інженерів.

## Музейна справа
Відкриттю музею у 2008 році передувала тривала робота з реставрації будівлі та її обладнання, реалізація авторського проекту дизайну екстер'єру та інтер'єру — для комфортних умов проведення культурно-пізнавальних та естетичних заходів. Музейна колекція — унікальна, в експозиції є матеріали, пов'язані з історією та першими забудовами міста Запоріжжя, старовинні карти, черепиця та цеглини, зокрема з заводу Хілтманнів для будівництва фортеці, цеглини з різних історичних споруд міста, наприклад, старої синагоги, різні фотодокументи. Окремі матеріали стосуються художньої творчості заслуженого діяча мистецтв Татарської АРСР Олексія Бурлая — архів, деякі картини, оригінал етюдника.
Валентина Іллівна є автором проекту «Музей і школа», який був відзначений у 2013 році Міжнародною Радою музеїв (ICOM). Його основною метою є збереження культурних та історичних цінностей для художнього виховання молодої генерації.
За результатами наукової роботи, що веде Валентина Іллівна, зроблено ряд доповідей на Всеукраїнських та Міжнародних науково-практичних конференціях, видані три книги, створений сайт музею-галереї на 4-х мовах — українській, російській, німецькій та англійській.
Валентина Баталкіна — член Асоціації працівників музеїв технічного профілю, магістр музейної справи та охорони пам'яток історії та культури. Нині вона поглиблює свій професіоналізм — працює над дисертаційним дослідженням за темою «Трансляція культурних цінностей в сучасному музеї. Мистецтво в музеї».

## Праці
- Баталкіна В. І. Образотворче мистецтво в музеї технічного профілю / В. І. Баталкіна // Актуальні проблеми історії, теорії та практики художньої культури. Вип.XXXV. — 2015. — С.218-225.
- Баталкіна В. І. Музей і школа: Запоріз. музей-галерея прикладної кераміки та живописної творчості Іллі та Олексія Бурлай/ В. І. Баталкіна. — Дніпропетровськ; Запоріжжя: ЦРТ-ПРЕС,2012.-96с.; фото, іл.
- Баталкіна В. І. Археологія і космос. / В. І. Баталкіна // Питання історії науки і техніки. — 2012. — № 1. — С. 65-68.
- Баталкіна В. І. Запорізький музей-галерея прикладної кераміки та живописної творчості Іллі та Олексія Бурлай/ В. І. Баталкіна. — Дніпропетровськ ; Запоріжжя: Арт-Прес,2011.- 96с.: іл., фото.